# Adromischus cooperi
Adromischus cooperi är en fetbladsväxtart som först beskrevs av Bak., och fick sitt nu gällande namn av Alwin Berger. Adromischus cooperi ingår i släktet Adromischus och familjen fetbladsväxter. Inga underarter finns listade i Catalogue of Life.

## Bildgalleri

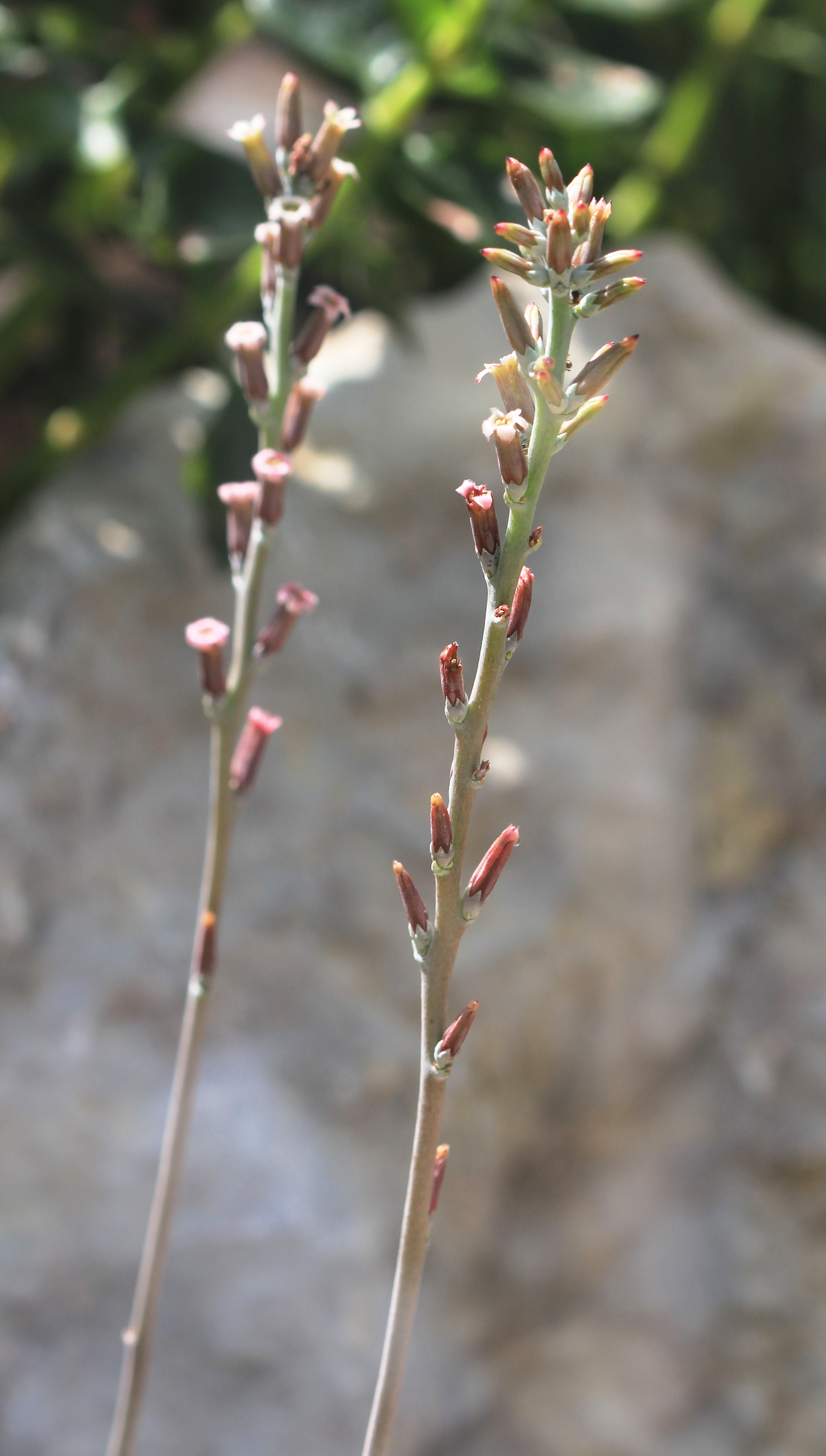
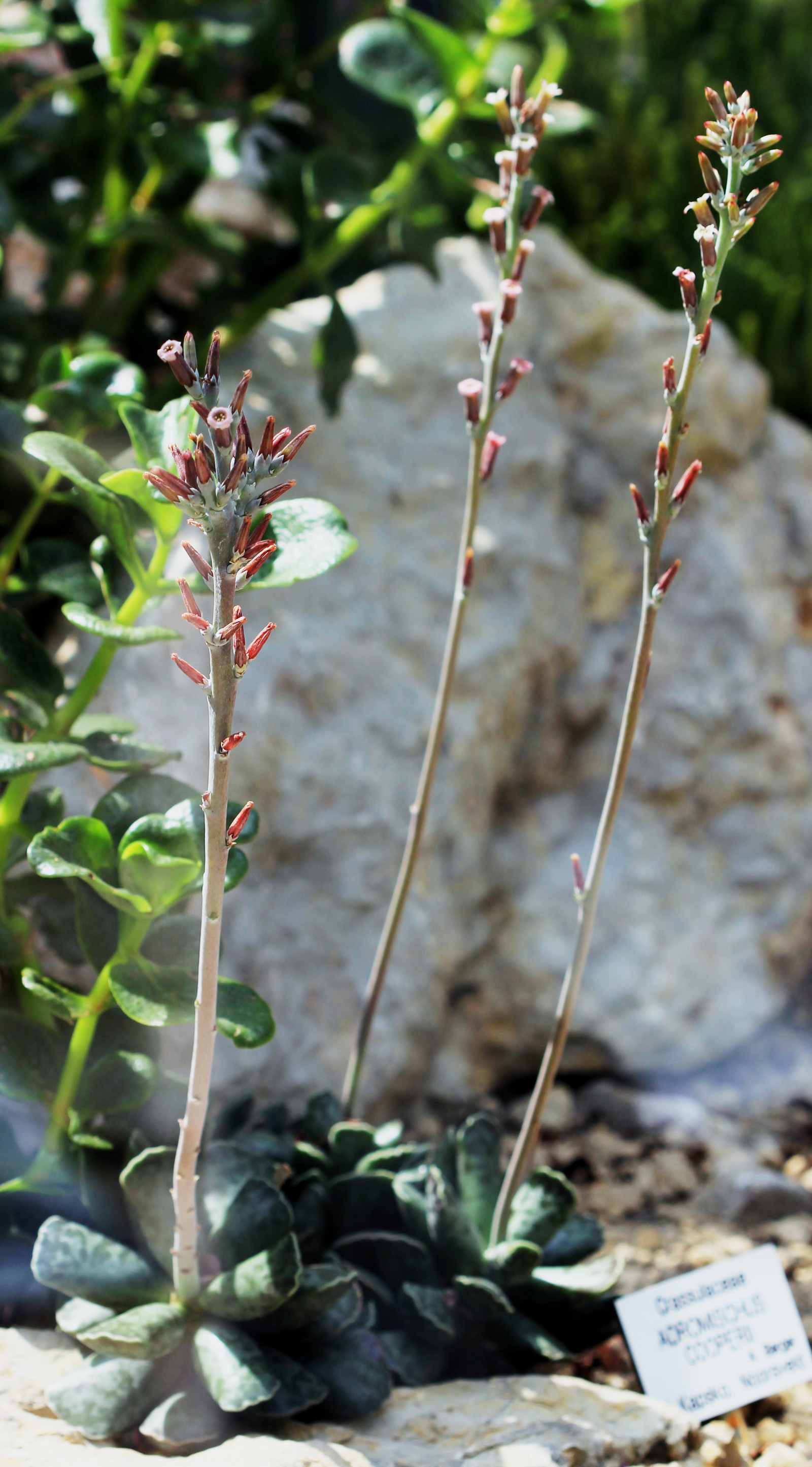
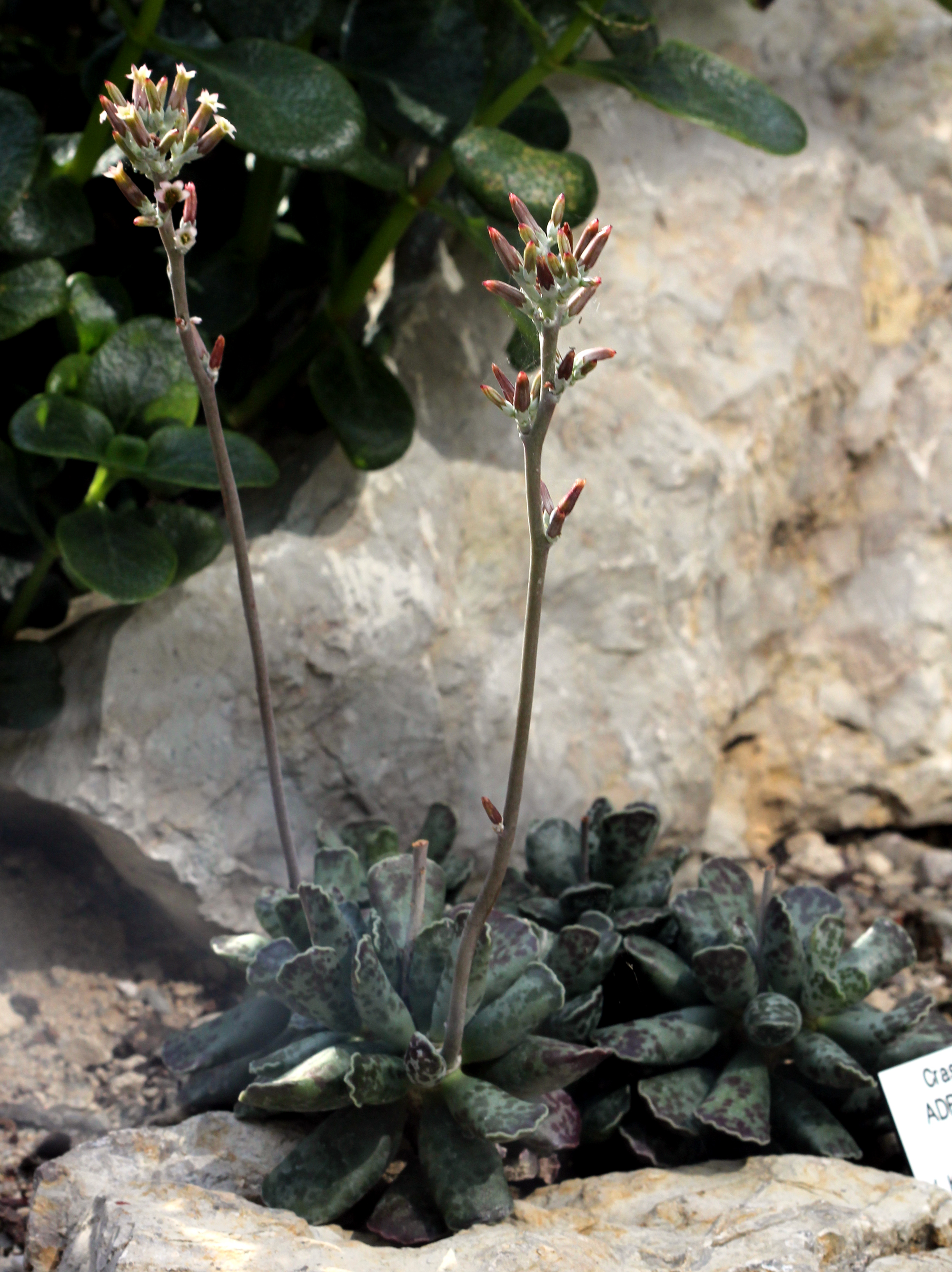
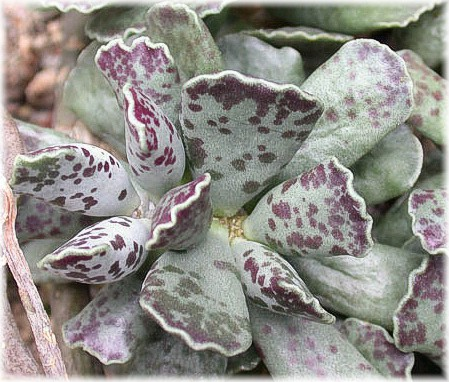
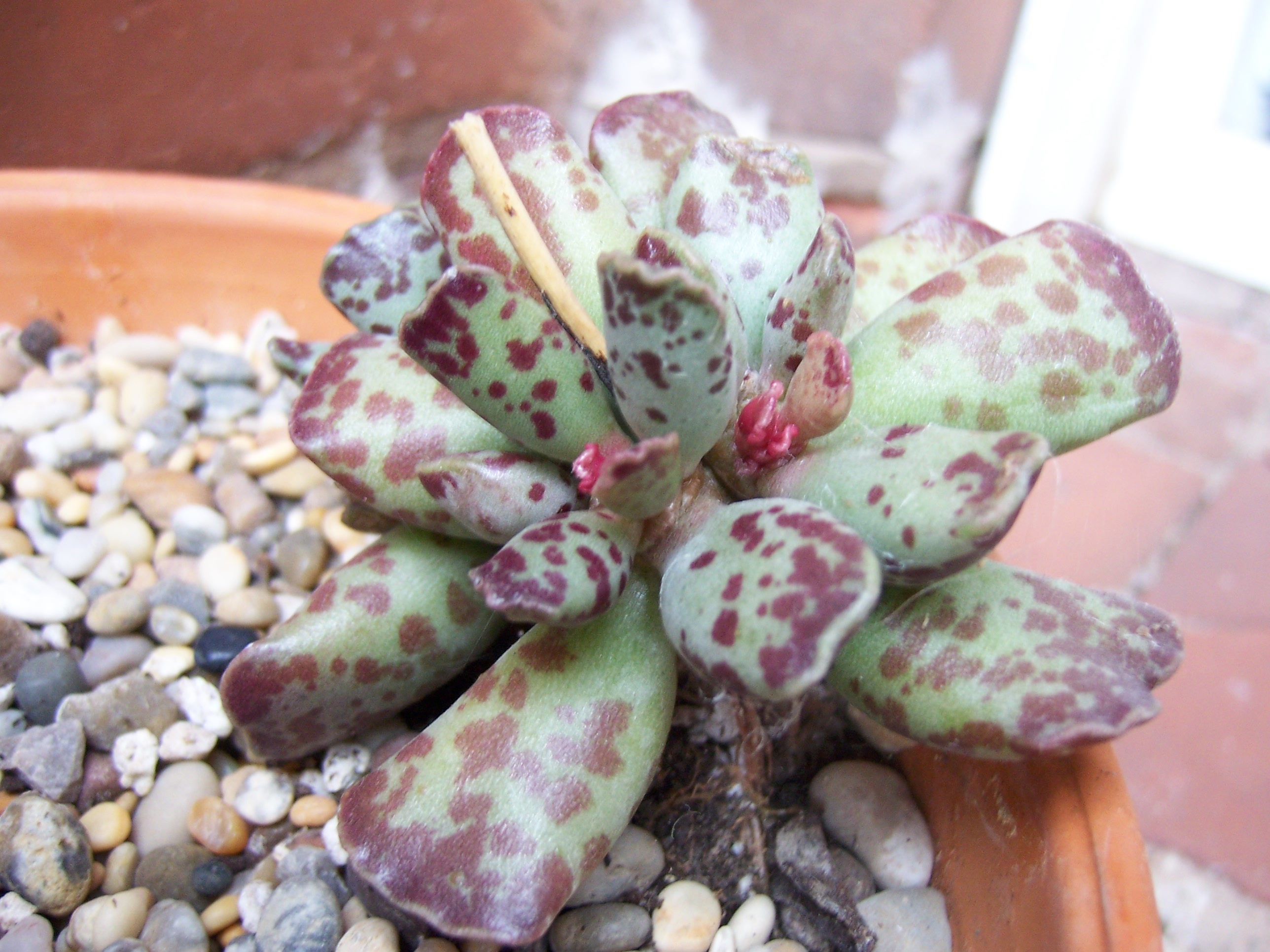